# Polycystinea
Polycystinea је класа радиоларија са централном капсулом лоптастог до елипсоидног облика. Поре на зиду капсуле су округле, њихов распоред зависи од облика капсуле - код лоптастих капсула поре су равномерно распоређене по целој површини зида, а код елипсоидних су концентрисане на једном полу капсуле. Силикатни скелетни елементи могу одсуствовати, а кад су присутни, изграђени су од појединачних спикула или формирају веће, порозне, геометријске облике.

## Систематика групе
Група Polycystinea подељена је првенствено морфолошки у две велике подгрупе:
1. — представници са округлом централном капсулом;
2. — представници са овалном (елипсодном) централном капсулом.